# Coriolano de Medeiros
João Rodrigues Coriolano de Medeiros (Patos, 30 de novembro de 1875 — João Pessoa, 25 de abril de 1974) foi um escritor, historiador, ensaísta e professor brasileiro. Junto com um grupo de intelectuais, fundou a Academia Paraibana de Letras em 14 de setembro de 1941, tendo sido também membro do Instituto Histórico e Geográfico Paraibano.
Entre suas obras escritas estão o Dicionário Corográfico do Estado da Paraíba e o Dicionário Geográfico—Histórico e Etnográfico do Brasil, em 1922.